# Café Riche (Paris)

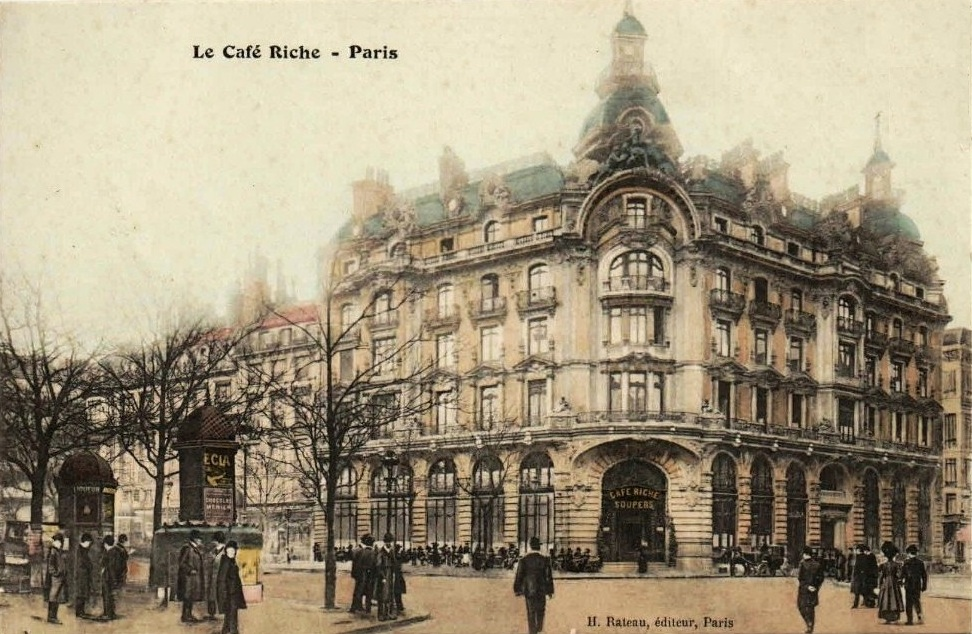
O Café Riche, por volta de 1890

O Café Riche era um restaurante parisiense situado na esquina do boulevard des Italiens com a rue Le Peletier.

## História
O Café Riche foi fundado em 1785 pela madame Riche e foi aumentado em 1865. Por volta de 1847, Louis Bignon comprou o restaurante, que estava em dificuldade, pela soma de um milhão de francos e transformou-o num restaurante de luxo, com pratos elaborados, champanhes grand cru e preços caros.
Em 1916, o Café Riche fechou para dar lugar a um banco. 